# Parti de l'environnement et du développement durable
Le Parti de l'environnement et du développement durable est le premier parti politique marocain écologiste créé en 2009 par le docteur Ahmed Alami après avoir perdu légalement le Parti de l'environnement et du développement (PED), fusionné en 2008 avec quatre autres partis politiques pour créer le Parti authenticité et modernité (PAM).

## Histoire

### Parti de l'environnement et du développement
En 2002, Ahmed Alami, ancien ministre de la Santé dans le gouvernement Filali, crée le Parti de l'environnement et du développement (PED). Lors de sa première participation aux législatives de 2002, le parti obtient deux sièges sur les 325 constituant la Chambre des représentants. Lors des communales de 2003, le parti arrive 19e en obtenant 168 sièges sur les 22 943.
En 2007, le parti obtient cinq sièges et décide d'adhérer au « Mouvement de tous les démocrates », une initiative lancée au sein du parlement (VIIIe législature) par l'ami proche du roi, Fouad Ali El Himma. Cette initiative aboutira en 2008 à la création du Parti authenticité et modernité par la fusion de cinq partis politiques : Parti de l'environnement et du développement, Parti démocrate national, Parti Al Ahd Addimocrati, l'Alliance des libertés et l'Initiative citoyenne pour le développement.

### Après le PAM
En 2009, juste avant la campagne électorale aux communales, Ahmed Alami démissionne du Parti authenticité et modernité et reforme son parti sous le nom Parti de l'environnement et du développement durable, faisant de même que Najib Ouazzani, patron d'Al Ahd Addimocrati et Abdellah el-Kadiri, patron du PDN.
En 2011, l'homme d'affaires marocain Miloud Chaâbi adhère au parti et se présente aux législatives en 2011 sous ses couleurs dans la province de Kénitra.